# Davis Cup 1964
In 1964 werd het toernooi om de Davis Cup  voor de 53e keer gehouden. De Davis Cup is het meest prestigieuze tennistoernooi voor landen dat sinds 1900 elk jaar wordt georganiseerd.
Australië won voor de 19e keer de Davis Cup door in de finale de Verenigde Staten met 3-2 te verslaan.
De deelnemers strijden in drie verschillende regionale zones tegen elkaar. De winnaar van elke zone speelt het interzonaal toernooi. De winnaar daarvan speelt tegen de regerend kampioen om de Davis Cup.

## Finale
Verenigde Staten -  Australië 2-3 (Cleveland, Verenigde Staten, 25-28 september)

## Interzonaal Toernooi
|  | halve finale 16-18 augustus | halve finale 16-18 augustus |  |           | finale 29-31 augustus | finale 29-31 augustus |
|  |                             |                             |  |           |                       |                       |
|  |                             |                             |  |           |                       |                       |
|  | Zweden                      | 5                           |  |           |                       |                       |
|  | Filipijnen                  | 0                           |  |           |                       |                       |
|  |                             |                             |  |           | Zweden                | 0                     |
|  |                             |                             |  | Australië | 5                     |                       |
|  | Australië                   |                             |  |           |                       |                       |
|  | bye                         |                             |  |           |                       |                       |

Eerst genoemd team speelt thuis

## België
België speelt in de Europese zone.
| datum      | tegenstander   | uitslag | locatie | groep   | ronde    | winst/verlies |
| ---------- | -------------- | ------- | ------- | ------- | -------- | ------------- |
| 03-05-1964 | West-Duitsland | 0-5     | thuis   | EUR udt | 1e ronde | v             |

België werd al in de eerste ronde uitgeschakeld.

## Nederland
Nederland speelt in de Europese zone.
| datum      | tegenstander | uitslag | locatie | groep   | ronde    | winst/verlies |
| ---------- | ------------ | ------- | ------- | ------- | -------- | ------------- |
| 17-05-1964 | Frankrijk    | 0-5     | uit     | EUR udt | 2e ronde | v             |
| 03-05-1964 | Hongarije    | 3-2     | thuis   | EUR udt | 1e ronde | w             |

Nederland bereikte de tweede ronde van de Europese zone.
| niveau 1 | niveau 2 | niveau 3 | niveau 4 | niveau 5 |

Algemeen · Opzet · Finales · Winnaars 
 België ·  Nederland ·  Aruba ·  Nederlandse Antillen 

1900 · 1901 · 1902 · 1903 · 1904 · 1905 · 1906 · 1907 · 1908 · 1909 · 1910 · 1911 · 1912 · 1913 · 1914 · 1915 · 1916 · 1917 · 1918 · 1919 · 1920 · 1921 · 1922 · 1923 · 1924 · 1925 · 1926 · 1927 · 1928 · 1929 · 1930 · 1931 · 1932 · 1933 · 1934 · 1935 · 1936 · 1937 · 1938 · 1939 · 1940 · 1941 · 1942 · 1943 · 1944 · 1945 · 1946 · 1947 · 1948 · 1949 · 1950 · 1951 · 1952 · 1953 · 1954 · 1955 · 1956 · 1957 · 1958 · 1959 · 1960 · 1961 · 1962 · 1963 · 1964 · 1965 · 1966 · 1967 · 1968 · 1969 · 1970 · 1971 · 1972 · 1973 · 1974 · 1975 · 1976 · 1977 · 1978 · 1979 · 1980 · 1981 · 1982 · 1983 · 1984 · 1985 · 1986 · 1987 · 1988 · 1989 · 1990 · 1991 · 1992 · 1993 · 1994 · 1995 · 1996 · 1997 · 1998 · 1999 · 2000 · 2001 · 2002 · 2003 · 2004 · 2005 · 2006 · 2007 · 2008 · 2009 · 2010 · 2011 · 2012 · 2013 · 2014 · 2015 · 2016 · 2017 · 2018 · 2019 · 2020-2021 · 2022 · 2023 · 2024 · 2025